# Chandata bella
Chandata bella är en fjärilsart som beskrevs av Butler 1881. Chandata bella ingår i släktet Chandata och familjen nattflyn. Inga underarter finns listade i Catalogue of Life.